# Lotononis erisemoides
Lotononis erisemoides är en ärtväxtart som först beskrevs av Franciso Manoel Carlos de Mello de Ficalho och William Philip Hiern, och fick sitt nu gällande namn av Antonio Rocha da Torre. Lotononis erisemoides ingår i släktet Lotononis och familjen ärtväxter. Inga underarter finns listade i Catalogue of Life.